# 森可成
森可成（1523年—1570年10月19日、大永3年-元龜元年9月19日）是森可行的長子，森可隆，森長可，森蘭丸，森坊丸，森力丸等人的父親。1523年在尾張國葉栗郡蓮台出生，又名與三、三左衛门。正室是林通利的女兒妙向尼，祖系是清和源氏源義家七男義隆。
可成的兒子們除了森長可以外全部都當過織田信長的小姓且深得寵愛，但是除了么兒森忠政以外全都難逃年紀輕輕就戰死的命運。

## 生平
他起初是土岐氏的家臣，土岐氏被齋藤道三滅亡後，他改仕織田家（另一說法為齋藤氏長井道利的家臣）。他初随信長進攻清洲城，攻滅織田信友而立下戰功，亦在稻生之戰中與織田信行交戰。桶狭間之戰時，他建議信長從今川軍營正面突擊，將本軍引向勝利。之後，他又再攻下岩倉城、進攻美濃等戰而立戰功。1565年（永祿8年），他被信長任命為美濃國金山城城主。當信長上洛時，與柴田勝家成為先鋒，攻打勝龍寺城，上洛後獲得近江國宇佐山城
後来朝倉和浅井聯合三萬軍馬攻進森可成守護的宇佐山城。淺井軍磯野員昌多番突擊均被擊退。9月，淺井朝倉聯軍再次進攻，城主森可成決定封鎖附近的街道。9月16日擊退聯合軍。3天後，面對聯軍借助本願寺顯如邀請比叡山的兵力再次進攻，首先擊退了朝倉景鏡，但是聯軍再次進行，連淺井長政的部隊亦加入戰鬥，森可成與織田信治及青地茂綱一起戰死，享年48歲，此時正好是信長包圍網的時期，信長因疲于應付，無暇援救。包圍網告一段落後受到信長的厚葬，供奉在比叡山坂本町的聖眾來迎寺。之後信長燒殺比叡山與坂本町，僅當初收埋森可成遺骸並供奉的聖眾來迎寺倖免於難。

## 登場作品
影視劇
- THE LEGEND & BUTTERFLY（2023年、東映、演：武田幸三）